# 20 Dates
20 Dates é um mocumentário estadunidense de 1998. Myles Berkowitz dirige e estrela como ele mesmo, um homem que decide combinar "os dois maiores fracassos da minha vida - profissional e pessoal" partindo em uma busca filmada para ter 20 encontros e sair com uma carreira no cinema e um interesse amoroso. Enquanto a maioria de seus encontros são desastres de matizes variados, Myles finalmente conhece a adorável Elisabeth em seu 17º encontro e eles se dão bem, deixando-o com um novo dilema quando ele quer terminar o filme de qualquer maneira e coloca seu novo romance em risco.

## Elenco
- Myles Berkowitz como Myles
- Elisabeth Wagner como Elisabeth
- Richard Arlook como Agente
- Tia Carrere como ela mesma
- Robert McKee como ele mesmo
- Elie Samaha como produtor (voz)

## Recepção
O filme recebeu críticas mistas da crítica de cinema. Os sites de revisão agregada Rotten Tomatoes e Metacritic registraram pontuações de 36% e 36 de 100, respectively. respectivamente.
O crítico de cinema Christopher Null, da Filmcritic.com, premiou o filme com quatro estrelas e meia em cinco e chamou o filme de "histérico", enquanto Leonard Clady da Variety o chamou de "um documentário fictício de habilidade exagerada", concluindo que é "uma satisfação e filme divertido". James Berardinelli do ReelViews.net chamou o filme de "inconseqüente", mas, ao mesmo tempo, admitiu que algumas partes do filme são "frequentemente hilárias". 
Por outro lado, o crítico de cinema Roger Ebert, do Chicago Sun-Times, premiou o filme com meia estrela de um total de quatro estrelas, opinando que "o filme tem o tom detestável de um filme caseiro entediante narrado por um cara gritando no seu ouvido" e concluindo chamando o filme de "incompetente e irritante". Jeff Millar do Houston Chronicle disse que o filme é "uma piada" e que "Berkowitz é uma pessoa bastante irritante".